# Blade (revista)
Blade es una revista estadounidense de larga duración dedicada al coleccionismo de cuchillos. La revista tiene su sede en Appleton, Wisconsin.

## Historia y perfil
Blade fue publicada por primera vez en 1973 bajo el título American Blade por Southern House Publishing Co., con Blackie Collins como editor. La sede estaba en Chattanooga, Tennessee. El título de la revista se cambió a Blade en 1982, después de su compra por Jim Parker y Bruce Voyles. En la década de 1980, la revista sirvió como punto de partida para una convención anual para coleccionistas de cuchillos, Blade Show; también estableció un Salón de la Fama de la Cuchillería y produjo una revista comercial, Blade Trade. En 1994, Voyles, para entonces el único propietario, vendió la publicación y sus propiedades a Krause Publications, lo que aumentó su frecuencia de publicación a mensual. F + W Publications Inc. compró Krause Publications y Blade en 2002 y las publicó bajo su marca a partir de octubre de 2004. En 2018, Gun Digest Media LLC adquirió Blade, Blade Show y todas las propiedades relacionadas.
La cobertura de la revista abarca todo el pasatiempo de los cuchillos, incluidos los cuchillos militares, los cubiertos de cocina, y las cuestiones sobre fabricación y legislación, entre otros tópicos. La revista publica varias columnas de identificación y valores para cuchillos de colección.
Blade patrocina dos exposiciones anuales de cuchillos cada año: el Blade Show, que se lleva a cabo en Atlanta, Georgia, cada primavera, y el Usual Suspect Gathering que se lleva a cabo en Las Vegas, Nevada, en septiembre.

## Salón de la Fama de la Cuchillería
Cada año, Blade ingresa a una nueva persona en su Salón de la Fama de la Cuchillería. El Salón de la Fama de la Cuchillería está compuesto por fabricantes de cuchillos, autores y personas que promueven la fabricación de cuchillos, la herrería y el coleccionismo de cuchillos. Cada año, los miembros vivos del Salón de la Fama de los Cubiertos nominan y votan al último miembro que se unió a sus filas.

### Lista de miembros
- Henry D. Baer - fabricante de cuchillos, presidente de Schrade Knives y de la marca de navajas «Uncle Henry»
- Dewey Ferguson - autor
- Bo Randall - fabricante de cuchillos, fundador de Randall Made Knives
- Jimmy Lile - fabricante de cuchillos
- M. H. Cole - fabricante de cuchillos y autor
- Al Buck - fundador de Buck Knives
- William R. Williamson - erudito y coleccionista de cuchillos Bowie
- Pete Gerber - fundador de Gerber Legendary Blades
- Bob Loveless - fabricante de cuchillos
- William F. Moran - herrero
- Jim Parker - fabricante de cuchillos
- George Herron - fabricante de cuchillos
- Frank Buster - fabricante de cuchillos
- Frank Forsyth
- A. G. Russell - fabricante de cuchillos
- Ken Warner - autor
- Jim Bowie - padre del cuchillo Bowie
- Maury Shavin
- Hubert Lawell
- William Scagel - fabricante de cuchillos
- Gil Hibben - fabricante de cuchillos
- Harry Mc Evoy - autor
- Buster Warenski - fabricante de cuchillos
- Albert M. Baer - fundador de Schrade Knives
- Rex Applegate - diseñador de cuchillos y autor
- B. R. Hughes - autor
- Bruce Voyles - autor
- Bernard Levine - autor
- Houston Price - autor
- Bill Adams - autor
- Jim Weyer - autor y fotógrafo
- Chuck Buck - cuchillos Buck Knives
- Blackie Collins - fabricante de cuchillos
- Frank Centofante - fabricante de cuchillos
- Ron Lake - fabricante de cuchillos
- Sal Glesser - diseñador de cuchillos y fundador de Spyderco
- Joe Drouin - coleccionista de cuchillos
- Bob Schrimsher - suministros para la fabricación de cuchillos
- Rudy Ruana - fabricante de cuchillos
- D'Alton Holder - cuchillero
- Michael Walker - fabricante de cuchillos, inventor del candado de revestimiento Walker
- George «Butch» Winter - autor
- Timothy Leatherman - inventor del cuchillo multiherramienta y fundador de Leatherman Tools
- Dan Dennehy - cuchillero y miembro fundador del Gremio de Cuchillos
- Ken Onion - fabricante de cuchillos e inventor del mecanismo SpeedSafe
- Al Mar - fabricante de cuchillos y fundador de Al Mar Knives
- Paul Bos - maestro en tratamiento térmico (Buck Knives)
- Kit Carson - fabricante de cuchillos
- Wayne Goddard - fabricante de cuchillos[8]
- Chris Reeve - fabricante de cuchillos[9]